# Batalla de Noviodunum
La batalla de Noviodunum se libró en el año 369 entre el Imperio romano y el Tervingios, pueblo godo que habitaba en las llanuras danubianas al oeste del río Dniéster en los siglos III y IV, en Noviodunum,  Moesia, la actual Rumania. En ese momento, el líder de los Tervingios, Atanarico estaba amenazando el norte de Grecia. Habiendo repelido a los invasores en Dafne, el emperador Valente aseguró una victoria decisiva contra los atenienses en Noviodunum. En septiembre de 369, Atenarico aceptó un ventajoso tratado con Valente, pero la paz entre los godos y los romanos se volvería efímera.
- Datos: Q12273303